# آندریاس بک (تنیس‌باز)
آندریاس بک (آلمانی: Andreas Beck؛ زاده ۵ فوریهٔ ۱۹۸۶) یک تنیس‌باز اهل آلمان است.